# Кошлани
Кошлани́ — село в Україні, в Оратівській селищній громаді Вінницького району Вінницької області. Розташоване на обох берегах річки Скибінь (притока Собу) за 26 км на південний захід від смт Оратів та за 12 км від станції Оратів. Населення становить 304 особи (станом на 1 січня 2018 р.).

## Історія
1864 року за описом Лаврентія Похилевича у селі було 1058 мешканців. Дерев'яна Михайлівська церква була побудована 1728 року, володіла 60 десятин землі.
Станом на 1885 рік у колишньому власницькому селі Жаданівської волості Липовецького повіту Київської губернії мешкало 1186 осіб, налічувалось 187 дворових господарств, існували православна церква, школа та постоялий будинок.
В середині XVI ст. над річкою Скиба, за годину ходи від великої річки Соб, три роки
стояло кошем військо Петра Конашевича–Сагайдачного. Довкола росли непрохідні дубові ліси, була неприступна трясовина. В лісах водилася різна звірина, безліч птахів. У цьому багатому краї з високими травами і пахучими квітами розкинулись широкі лани. Згодом тут селилися козаки які вже не могли ходити в бойові походи. Влаштували свої домівки серед лану, неподалік від козацького шляху.
У вершині річки Скиби оселився хорунжий козак Ян Рудавський зі своїм братом. Насипали греблю і зробили ставок.
Нижче по річці оселився хорунжий козак Кирило Яблонський (від нього пішла назва села Яблуновиця). Він теж насипав греблю і зробив ставок, біля якого селилися цілі родини, які прийшли сюди, ховаючись від утисків панів.
Нижче від Рудавського та Яблонського оселився засновник села Михайло Братковський, який у 1625 році збудував невелику дубову церкву, що простояла до 1723 року, коли син Братковського — Іван збудував нову церкву з дуба в пам'ять Покрови Пресвятої Богородиці.
За 2 кілометри на схід від садиби Братковського поселився Опанас Назарківський з Кирилом Коршенним, Павлом Шереп'ятивським та Павлом Дорохом. Оселилися в густому дубовому лісі (до цього часу існує назва Назарове, де тепер пасовисько і яр. На південь від коша, під горбочком, проживав хорунжий Ясік Варшавський, каліка на ліву ногу (тепер ця вулиця Ватутіна, яку люди називають Варшавою).
Далі на південь були садиби козаків Данила Жаданського та Якова Мочульського. 
На захід від коша, оселився сліпий на праве око козак Павло Вовківський (у селі це вулиця Щорса, що її тепер називають Вовківкою).
Прибули сюди і Мазури, Поляки, Токарчуки, Макаринські, Молдавські, Шиманські котрих козаки охоче оселили поруч. Поселенці гатили ставки, випасали худобу і нікому не сплачували податків. Жилося добре, адже були вільні і мали достаток.
У 1794–1795роках утворився Липовецький повіт, що складався з кількох великих власницьких маєтків так званих «ключів». У Липовецькому повіті був 51 ключ, кожен з яких об'єднував 12 сіл. Вони належали магнатам, які мешкали у Варшаві і Житомирі. Кошлани входили до Дашівського ключа, що належав Вальтеру Потоцькому. 
Згодом, у 1868 році, село разом із землями, лісами, водоймами і людьми Потоцький продав на Київських торгах генералу Олександру Павлову, який утримував його аж до 1917 року.
За переписом 1897 року кількість мешканців зросла до 1628 осіб (801 чоловічої статі та 827 — жіночої), з яких 1613 — православної віри.
У праці Л. Похилевича «Сказания о населенных местностях Киевской губернии» знаходимо таке: «Кошланы, село при ручье Скибе, в 4-х верстах выше села Жаданов. Жителей обоего пола 1058. Большой дубовый лес к востоку от села простирающийся, называется Правковским. Церковь Покровская, деревянная, 5-го класса; земли имеют 60 десятин с хутором, построена 1723 года»

### Голодомор
Під час проведеного радянською владою Голодомору 1932—1933 років померло за одними даними щонайменше 384 жителі села, за іншими — 700.
У доповідній записці завідувача інформаційного сектора організаційно-інструкторського відділу ЦК КП(б)У Стасюка про факти катувань селян с. Кошлани Іллінецького району Вінницької області повідомлялося, що під час хлібозаготівель у січні та лютому голова сільради та уповноважений РПК знущалися над одноосібниками та грабували їхнє майно. Після цього 240 селянських господарств у кількості 1200 осіб залишилися без продовольства. Прагнучи вижити та врятувати сім'ї, селяни, незважаючи на заборону, масово виїздили в міста та за межі України в надії роздобути хоч якихось продуктів. Люди шукали собі їжу, поїдаючи все, що їх оточувало. З листків липи, цвіту акації запікали та їли так звані "ліпйошки", варили суп з лободи і багато чого іншого. Спеціально утворені бригади й «комісії» до зернини вимітали із селянських дворів збіжжя, прирікаючи людей на голодну, мученицьку смерть. На Вінниччині його жертвами стали понад 1,6 млн осіб, на Оратівщині, за далеко неповними даними, — близько 9 тисяч жителів. Бувало, до спільних могил звозили разом з померлими ще живих, опухлих і знесилених людей. Траплялися випадки трупо- і людоїдства. Зокрема старожили розказують про один випадок людоїдства і в Кошланах, одна з сімей заманила їжею дівчинку до свого двору та зробили непоправне, за що були арештовані та вислані. Найбільших втрат (500—700 жителів) зазнали у ті роки Животівка, Оратів, Новоживотів, Рожична, Підвисоке, Скала.
У 1935—1938 рр.почалися репресії, з села забрали 9 чоловік.

### Повоєнні роки
До грудня 1979 року Кошлани входили до складу Іллінецького району. В грудні 1979 року Указом Президії Верховної Ради РСР створено Оратівський район і село ввійшло до його складу.
За час існування Оратівського району в селі відбулися значні зміни. Територія сільської ради складалася з 2-х сіл — Кошлани і Дібровинці, де діяв один колгосп ім. 50-річчя Жовтня. 
У дев'яностих роках відбувся поділ на два господарства — «Кошові лани» з центром у Кошланах і «Діброва» з центром у Дібровинцях. Села телефонізовано, прокладено дороги з твердим покриттям. Шість разів на тиждень в село ходив рейсовий автобус. Працював цегельний завод. З місцевої цегли було споруджено будинок культури, чотири житлових будинків для колгоспників, учителів, тваринницьку ферму, колгоспну їдальню, лазню, школу, магазин, критий гараж, зерносклад.
На території сільської ради функціонують дві загальноосвітні школи І-ІІ ступенів, два фельдшерсько-акушерських пункти, два відділення зв'язку. У Кошланах діє сільська бібліотека з книжковим фондом 10799 примірників.
До 40-річчя Перемоги у Великій Вітчизняній війні в селі відкрили Алею Пам'яті. Створювали її жителі в пам'ять про тих односельчан, які загинули на фронтах Великої Вітчизняної війни, захищаючи чисте небо і ясне сонце для майбутніх поколінь.
До війни в селі мешкала родина Пустовітів. Батько Іван, мати Фросина і сини: Василь, Іван, Федір і Михайло. Коли покликала країна захистити її від нацистської чуми, пішли брати на війну і поклали своє молоде життя за рідну землю на вівтар Перемоги. Вдячні односельчани на честь загиблих братів Пустовітів назвали поле Солдатським і встановили пам'ятний знак.
Країна жила і працювала. Жили і працювали люди в селах Кошлани і Дібровенці й за витяжну працю держава нагороджувала орденами і медалями: доярки Марія Іванівна Токарчук, Антоніна Матвіївна Гіляровська, і Надія Іванівна Войченко удостоєні орденів Трудового Червоного прапора, Галина Володимирівна Годована, доярка — медалі «За трудову відзнаку», механізатор — Микола Антонович Янчук і ланкова Віра Семенівна Рудюк — орденів Трудової слави ІІІ ступеня, шофер Василь Павлович Новіцький — ордена «Знак Пошани».
12 червня 2020 року, відповідно розпорядження Кабінету Міністрів України № 707-р «Про визначення адміністративних центрів та затвердження територій територіальних громад Вінницької області», село увійшло до складу Оратівської селищної громади.
19 липня 2020 року, в результаті адміністративно-територіальної реформи та ліквідації Оратівського району, село увійшло до складу Вінницького району.

## Населення

### Мова
Розподіл населення за рідною мовою за даними перепису 2001 року:
| Мова       | Кількість | Відсоток |
| ---------- | --------- | -------- |
| українська | 452       | 99.34%   |
| російська  | 3         | 0.66%    |
| Усього     | 455       | 100%     |

## Відомі люди
- Анатолій Юрійович Зінич — співробітник Служби Безпеки України.
- Анатолій Іванович Нагребецький — голова Калинівської районної Ради.
- Галина Миколаївна Занічковська (Мельничук) — колишній співробітник Міністерства фінансів України.
- Анатолій Васильович Петрук — колишній заступник начальника управління Міністерства агропромислової політики України.
- Володимир Петрович Токарчук — перший заступник голови районної державної адміністрації Оратівського району в 2011–2013 р.; Голова районної ради в 2013–2014 р.

## Галерея

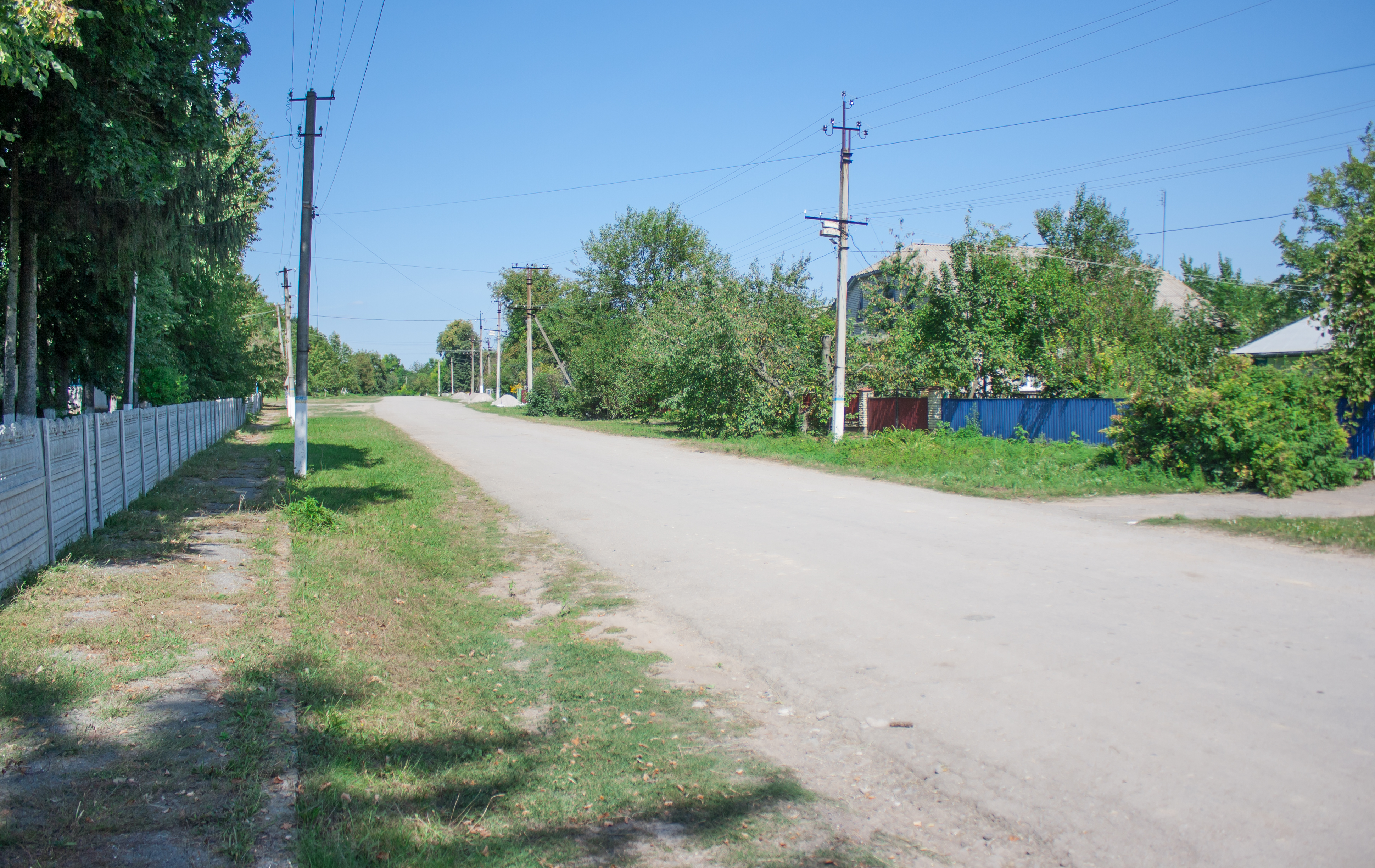
Головна вулиця
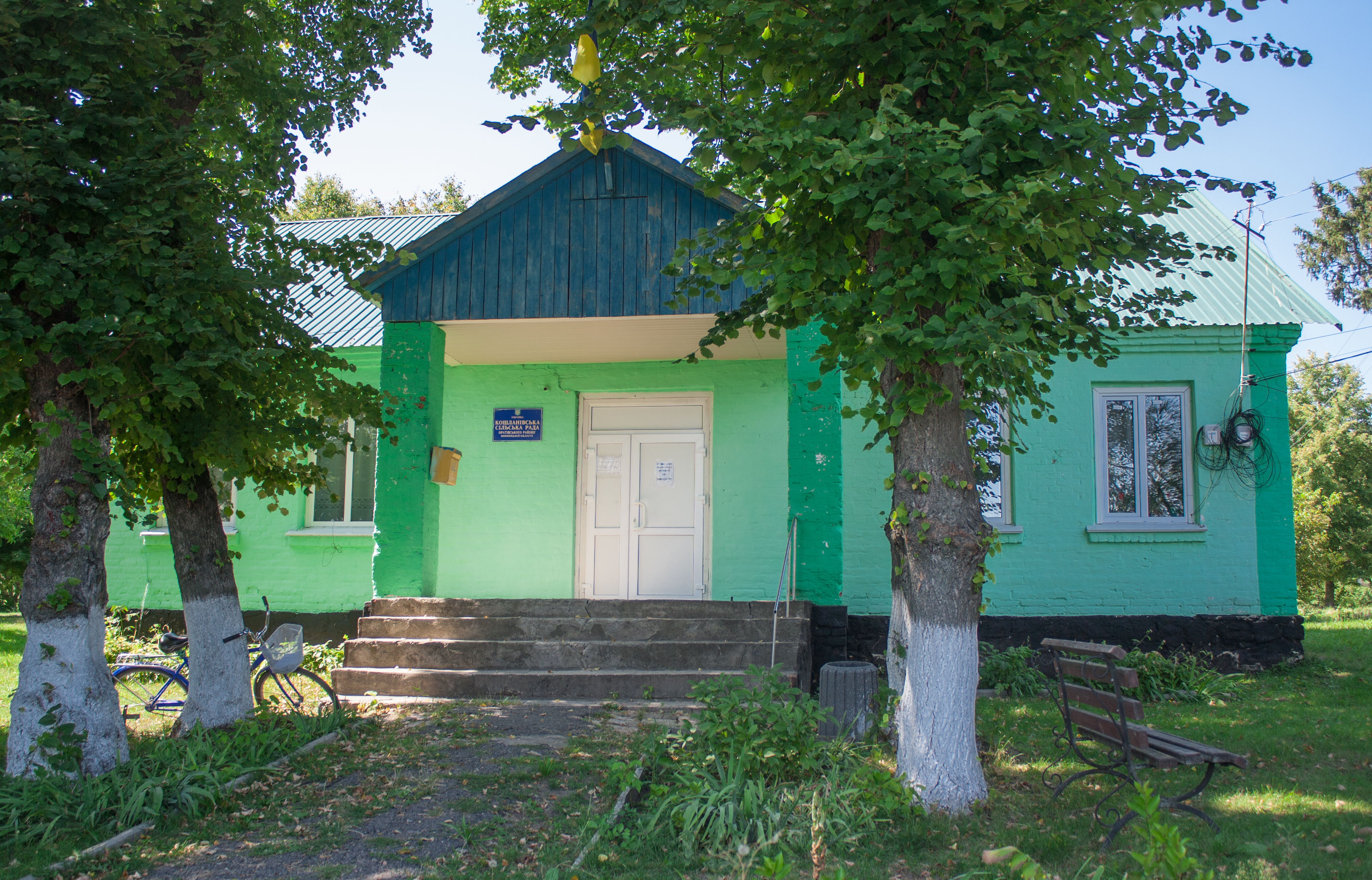
Сільська рада
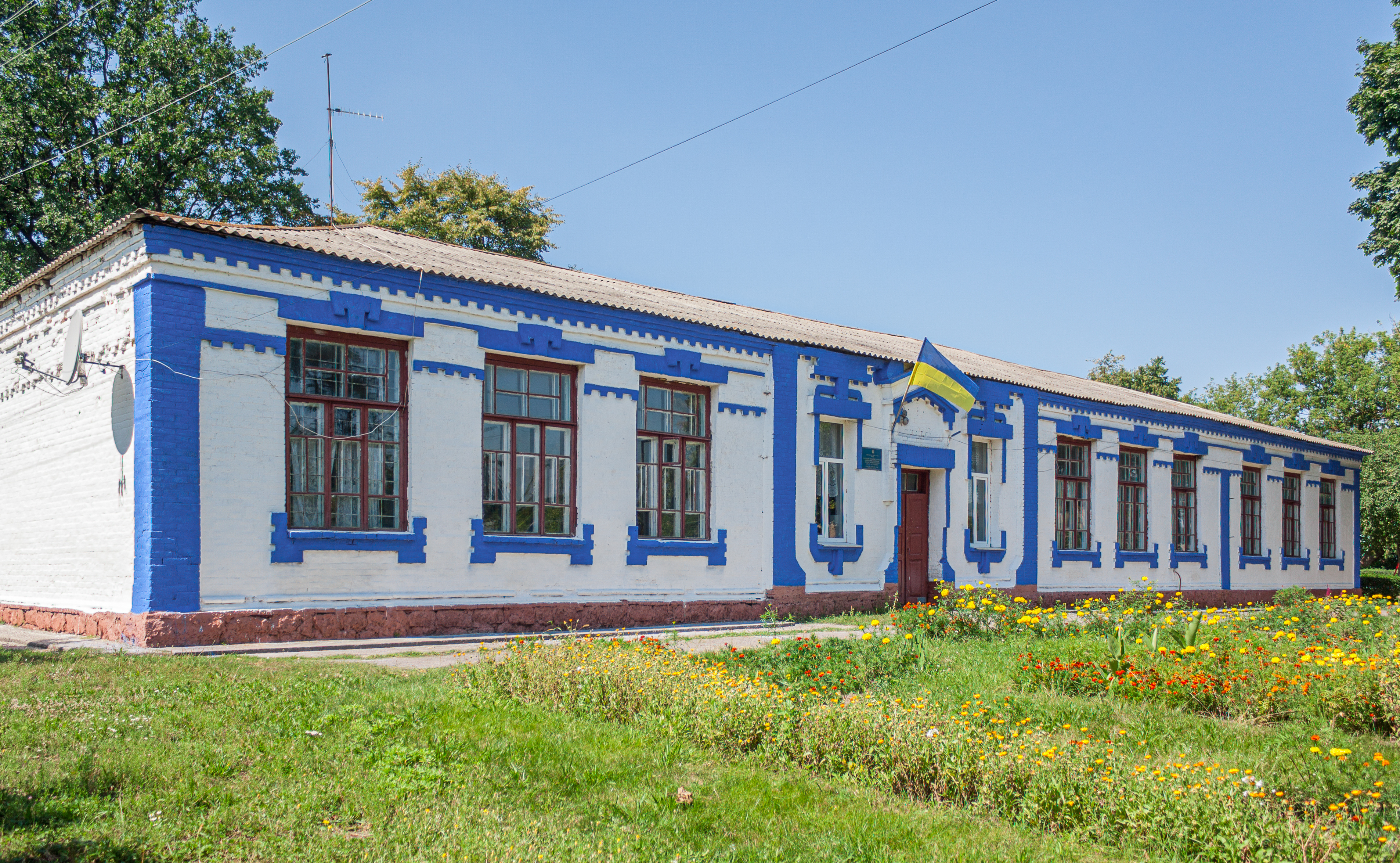
Школа
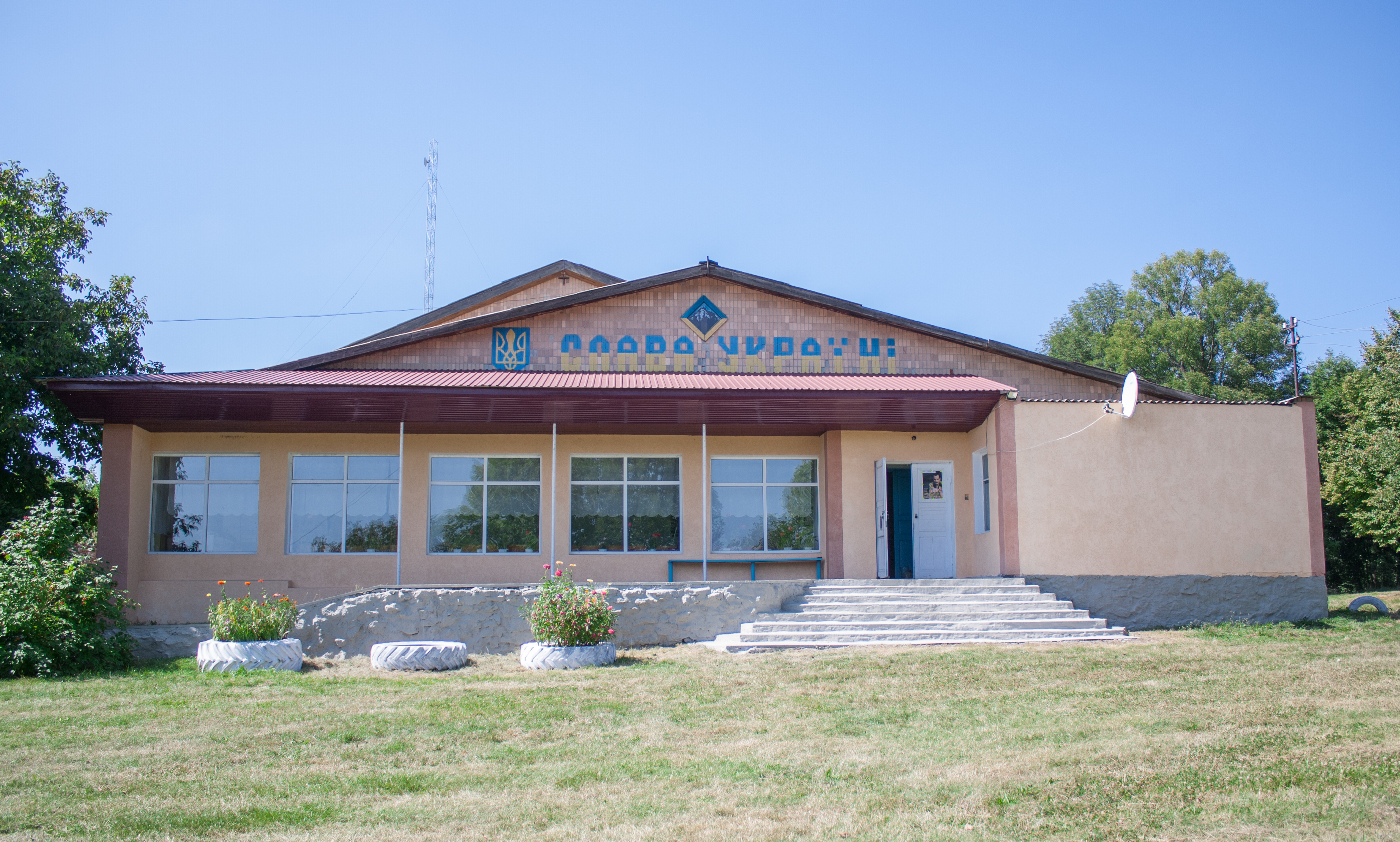
Будинок культури
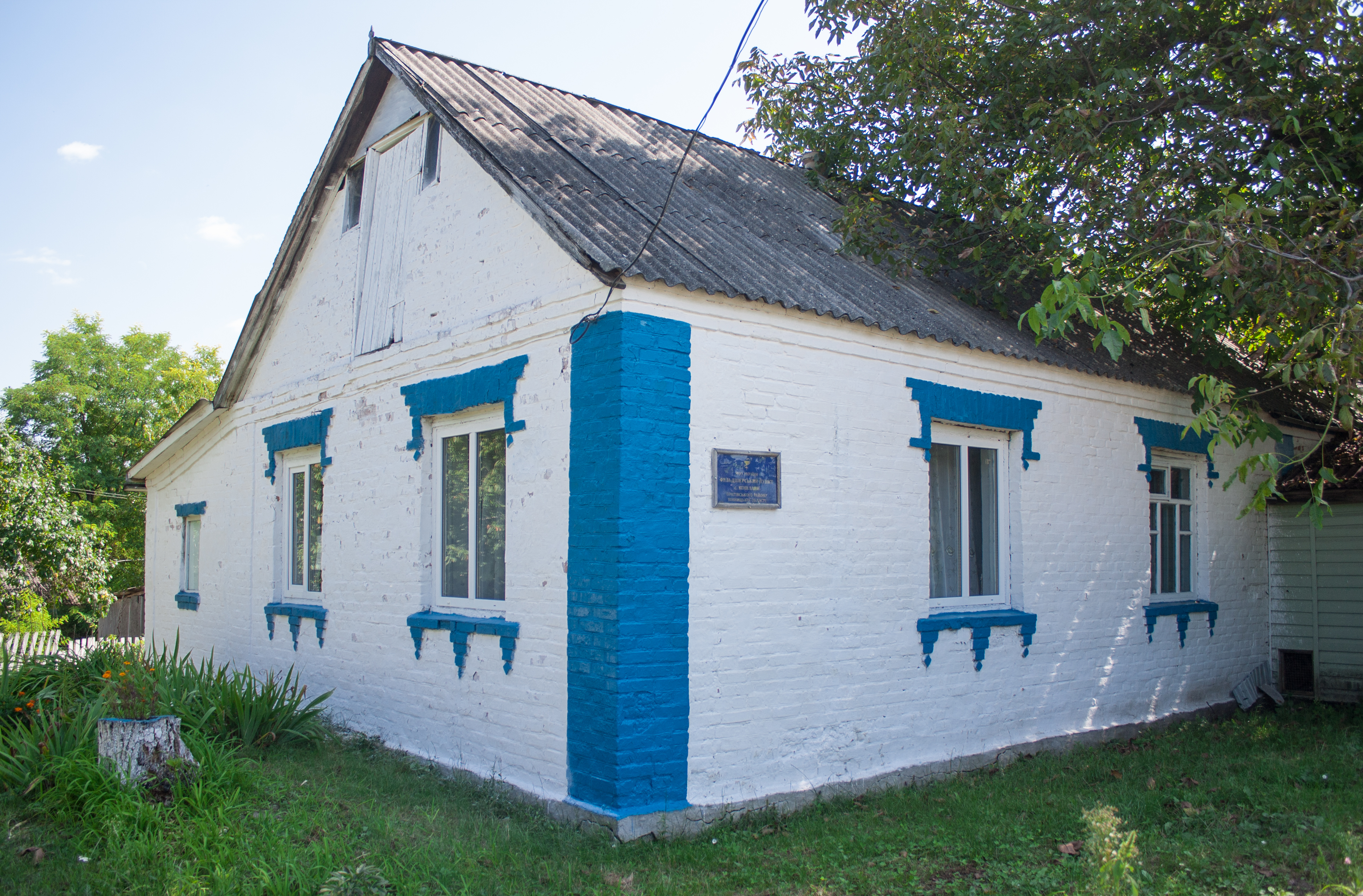
Фельдшерський пункт
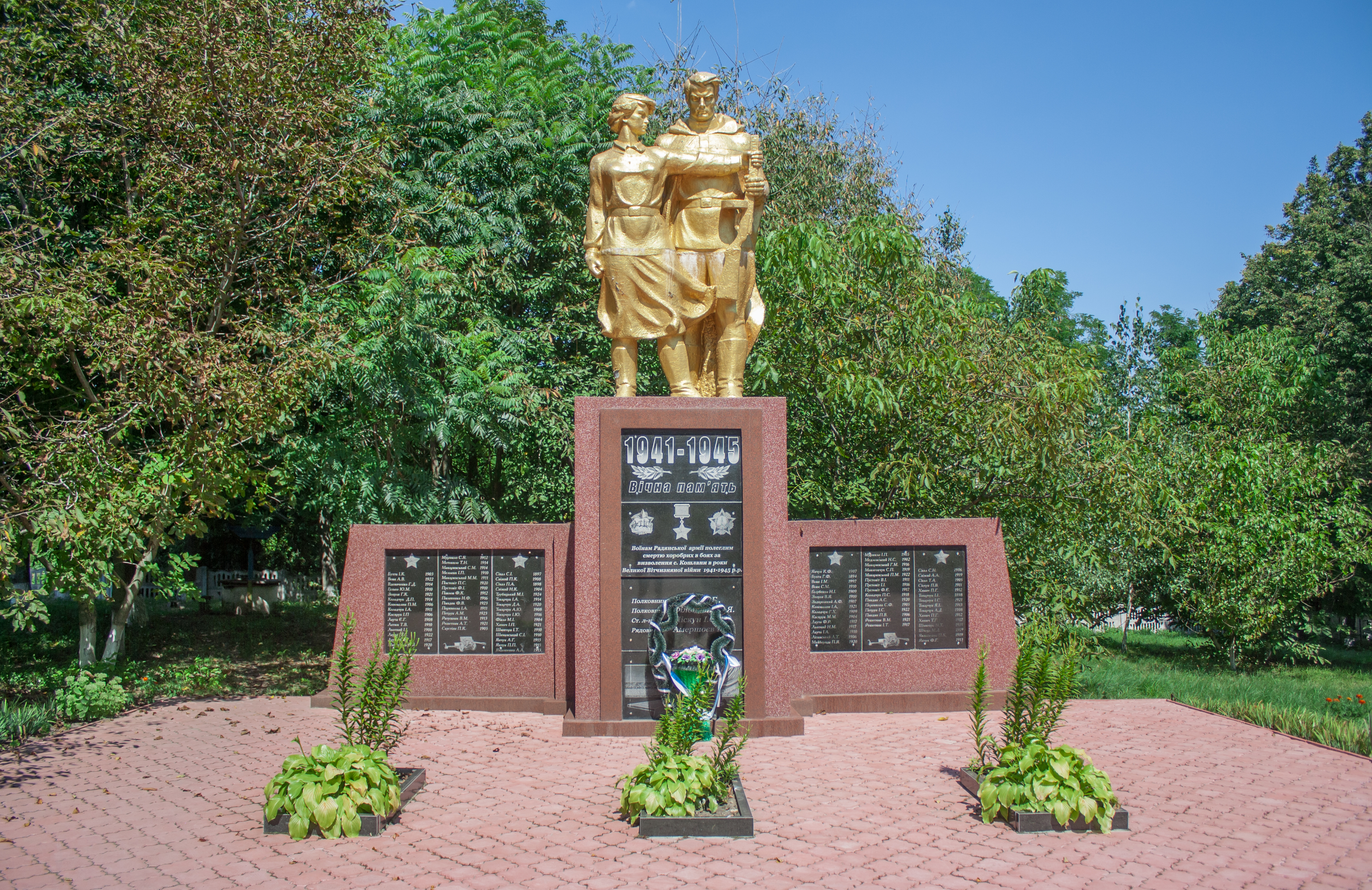
Братська могила радянських воїнів і пам'ятник воїнам–односельчанам